# Juan Pablo de Jesús
Juan Pablo de Jesús (San Clemente del Tuyú, 17 de abril de 1973) es un político argentino que se desempeñó como Intendente del Partido de La Costa desde 2007 hasta 2019. En las elecciones provinciales de Buenos Aires de 2019 fue electo diputado provincial por la Quinta Sección Electoral, cargo que ejerce actualmente.

## Biografía
Nació el 17 de abril de 1973 en San Clemente del Tuyú, Provincia de Buenos Aires, Argentina. Es hijo de Juan de Jesús que también ha sido Intendente del Partido de La Costa en 5 oportunidades. 
Trabajó en los ministerios de Producción y Seguridad de la Provincia de Buenos Aires. Luego, en el ámbito nacional, fue gerente de Logística durante seis años en la Administración Nacional de la Seguridad Social (ANSES). En su paso por el Ministerio de Seguridad Bonaerense, de Jesús fue incriminado en una causa por la compra de 2.500 vehículos blindados para la policía bonaerense. 
En 2006 asumió como Secretario General del Partido de La Costa, y en los comicios de 2007 fue elegido intendente por primera vez. Desde entonces en el desarrollo de su gestión, mantiene el liderazgo en su distrito. 
En 2011 logra la reelección con el 53% de los votos. Terminó segundo el candidato de UDESO Marcos García, que obtuvo el 25,97%
En las elecciones municipales de 2015 obtiene el triunfo por el Frente Para la Victoria con un 44,28 por ciento de los votos. En esa elección se convirtió en el dirigente costero con mayor cantidad de votos del Partido de La Costa.
En el año 2019, y tras 12 años de mandato, deja su cargo en manos del joven Cristian Cardozo, encabezando la lista de diputados provinciales por la 5.ª Sección Electoral, vale remarcar que esta es su primera experiencia como legislador, dado que su incursión en la política fue siempre desde el ejecutivo.  
En diciembre de ese mismo año, asumió en su nuevo cargo convirtiéndose en un referente de los intendentes de la Provincia de Buenos Aires dentro de la legislatura provincial. De la mano del intendente del Partido de Lomas de Zamora se ha convertido en presidente de la comisión de presupuesto y hacienda de la cámara baja bonaerense.
Actualmente está sospechado de corrupción y lavado de dinero en una causa vinculada al "Yategate".

## Vida privada
Reside junto a su familia en San Bernardo del Tuyú. Actualmente tiene dos hijos, Alejo y Juan.
Está casado con la modelo, actriz y conductora Alexia Toumikian, fue una de las bailarinas del cuerpo de baile del programa Showmatch, conducido por Marcelo Tinelli.